# Saint-Yrieix-sous-Aixe
Saint-Yrieix-sous-Aixe é uma comuna francesa na região administrativa da Nova Aquitânia, no departamento de Alto Vienne. Estende-se por uma área de 8,73 km². Em 2010 a comuna tinha 430 habitantes (densidade: 49,3 hab./km²).